# 녹주석
녹주석(綠柱石, 영어: Beryl, 베릴), 베릴륨을 포함하는 육각 프리즘 모양의 광물이다. 금속 원소 베릴륨의 이름은 이 중에서 발견되었다는 점에서 유래했다. 투명하고 아름다운 것은 커팅하여 보석으로 만든다.

## 보석의 이름과 색상 및 주요 발색 원소

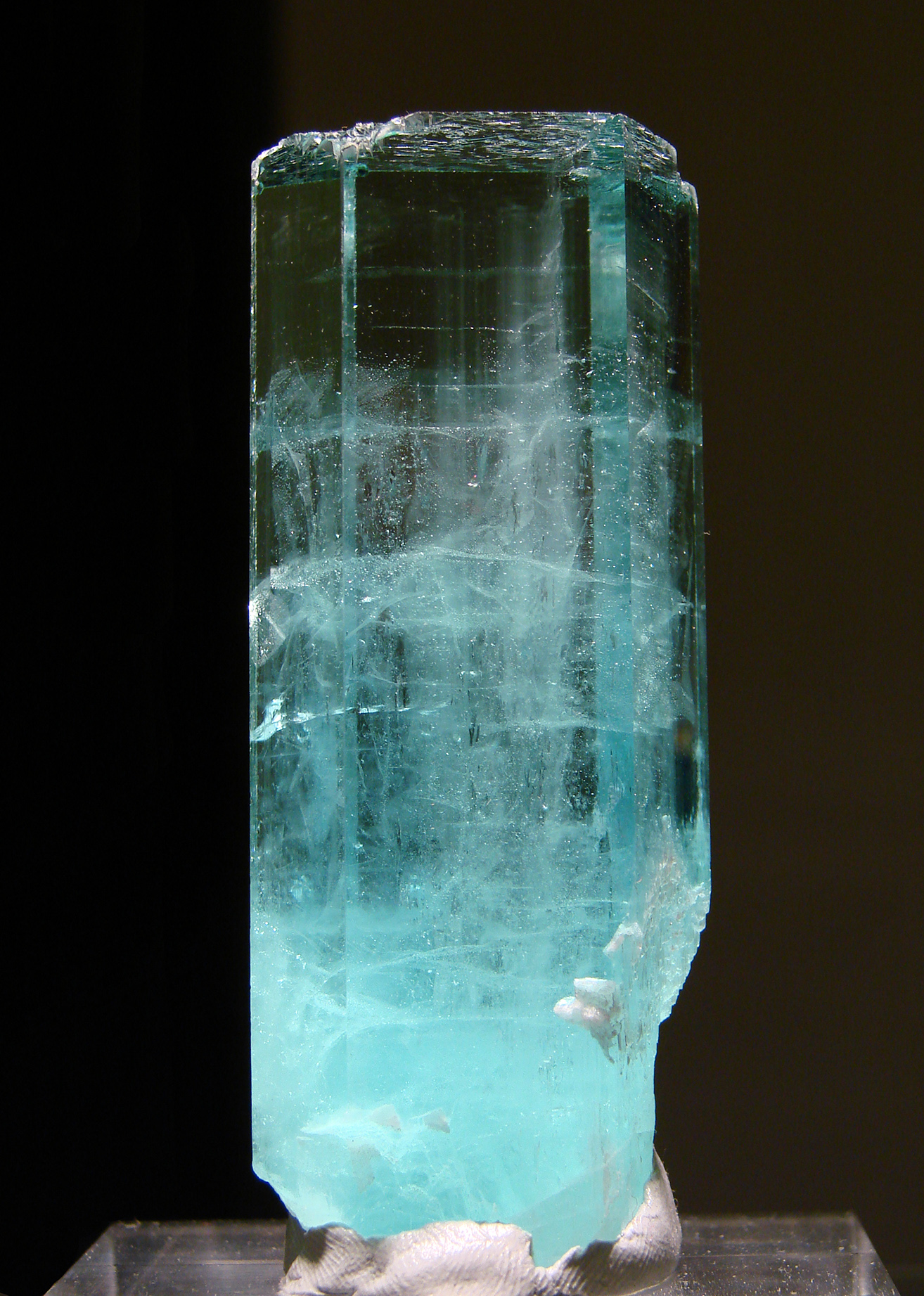
아쿠아마린
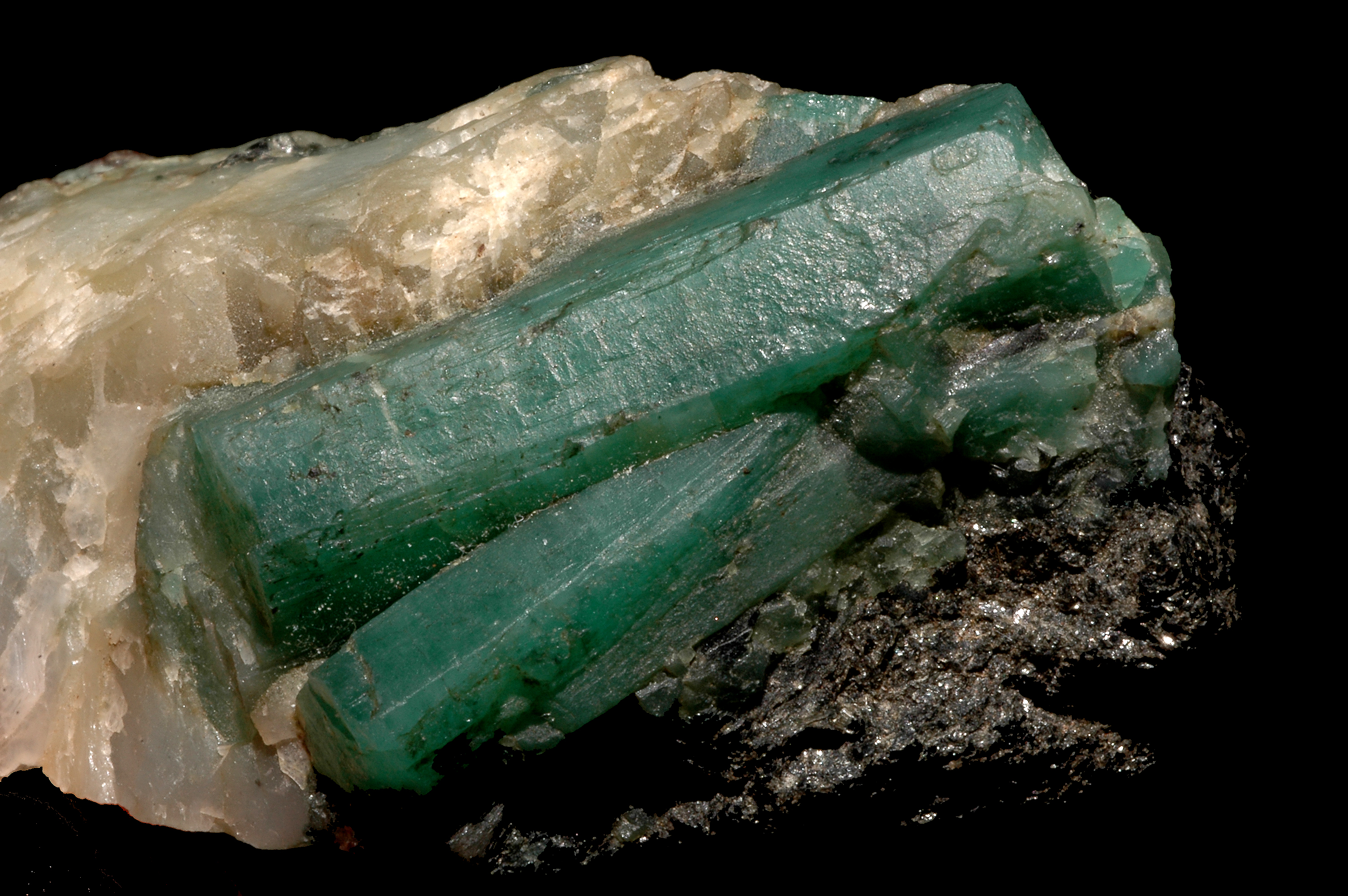
에메랄드
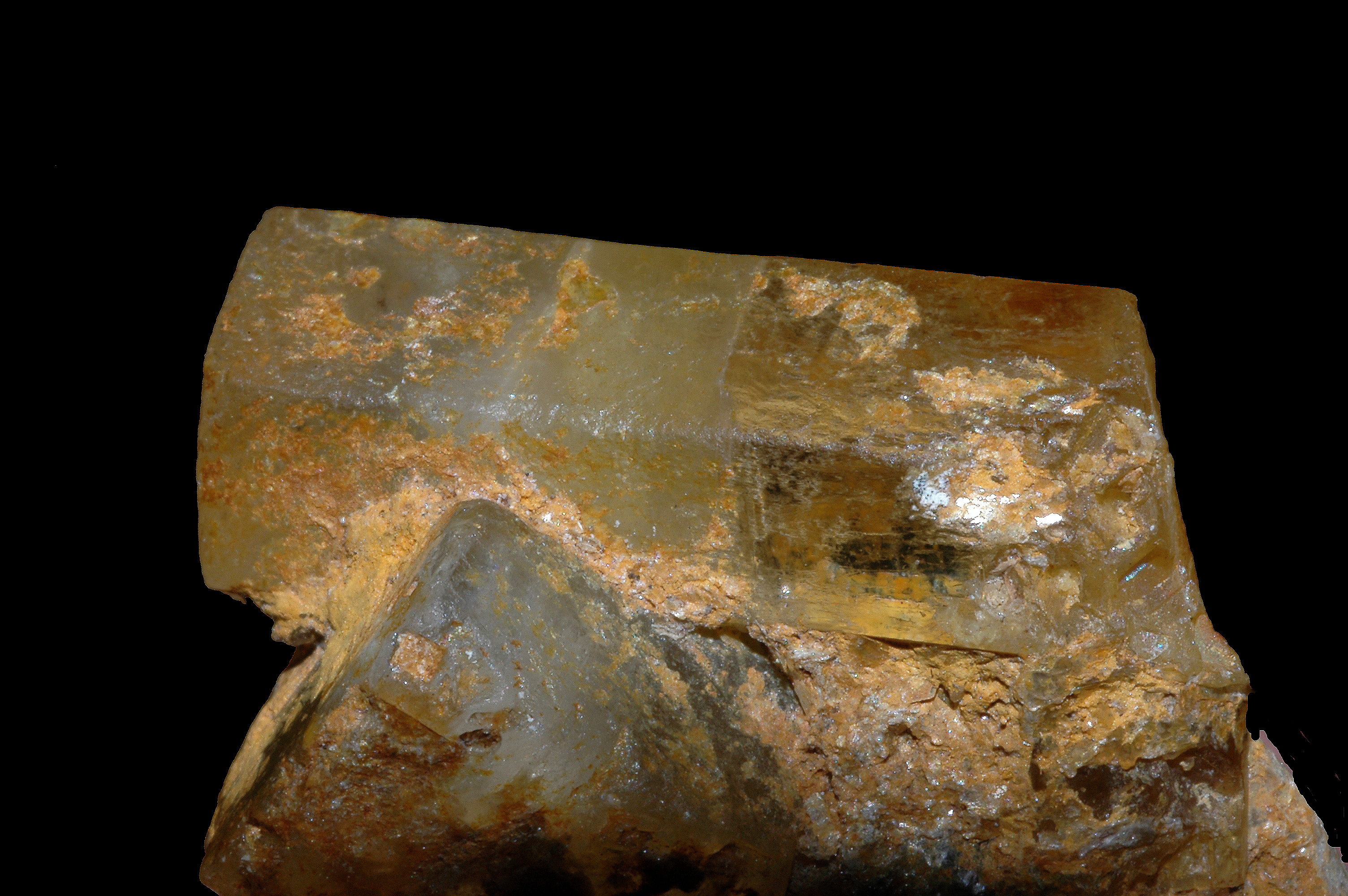
헬리오도르
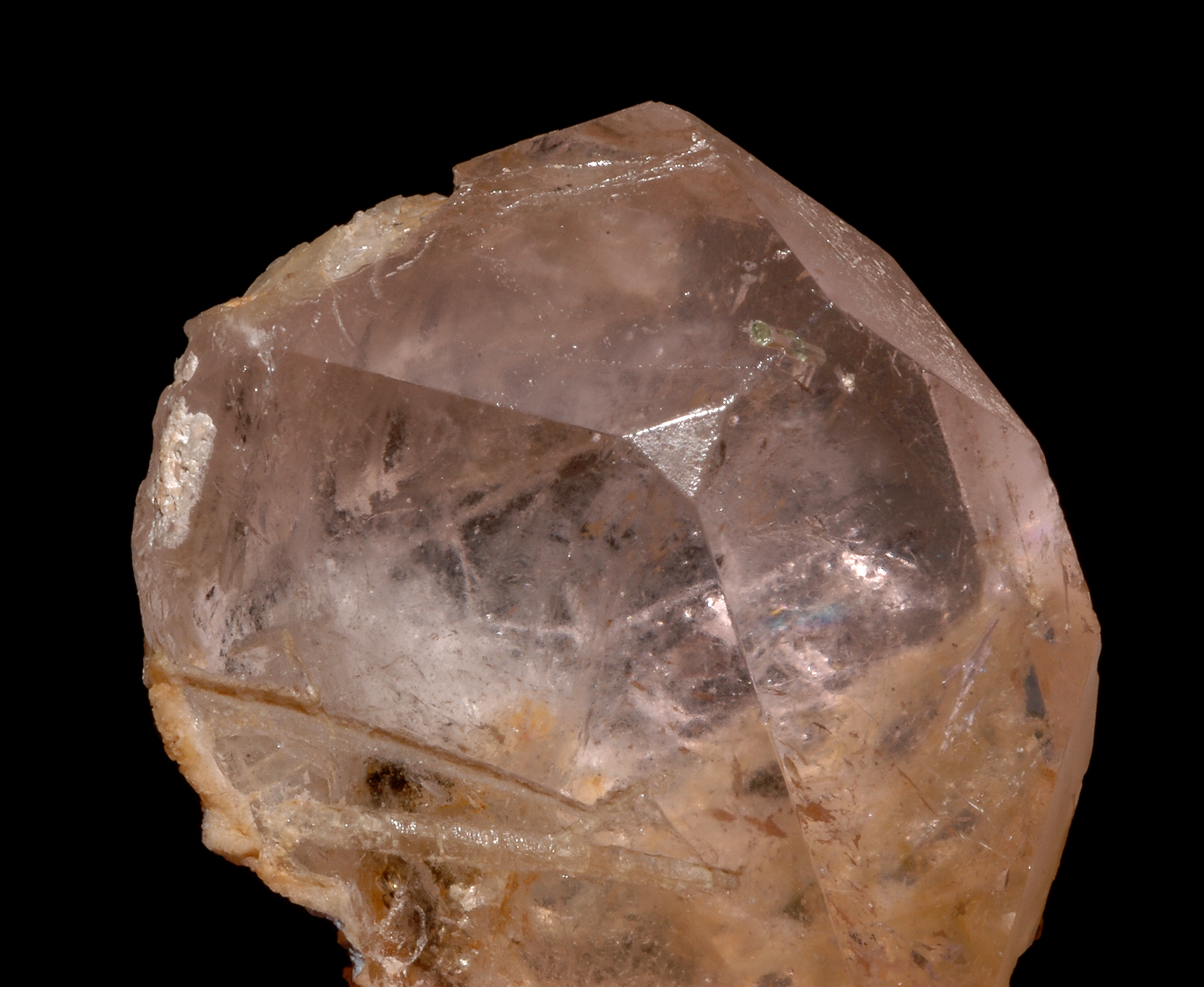
모거나이트
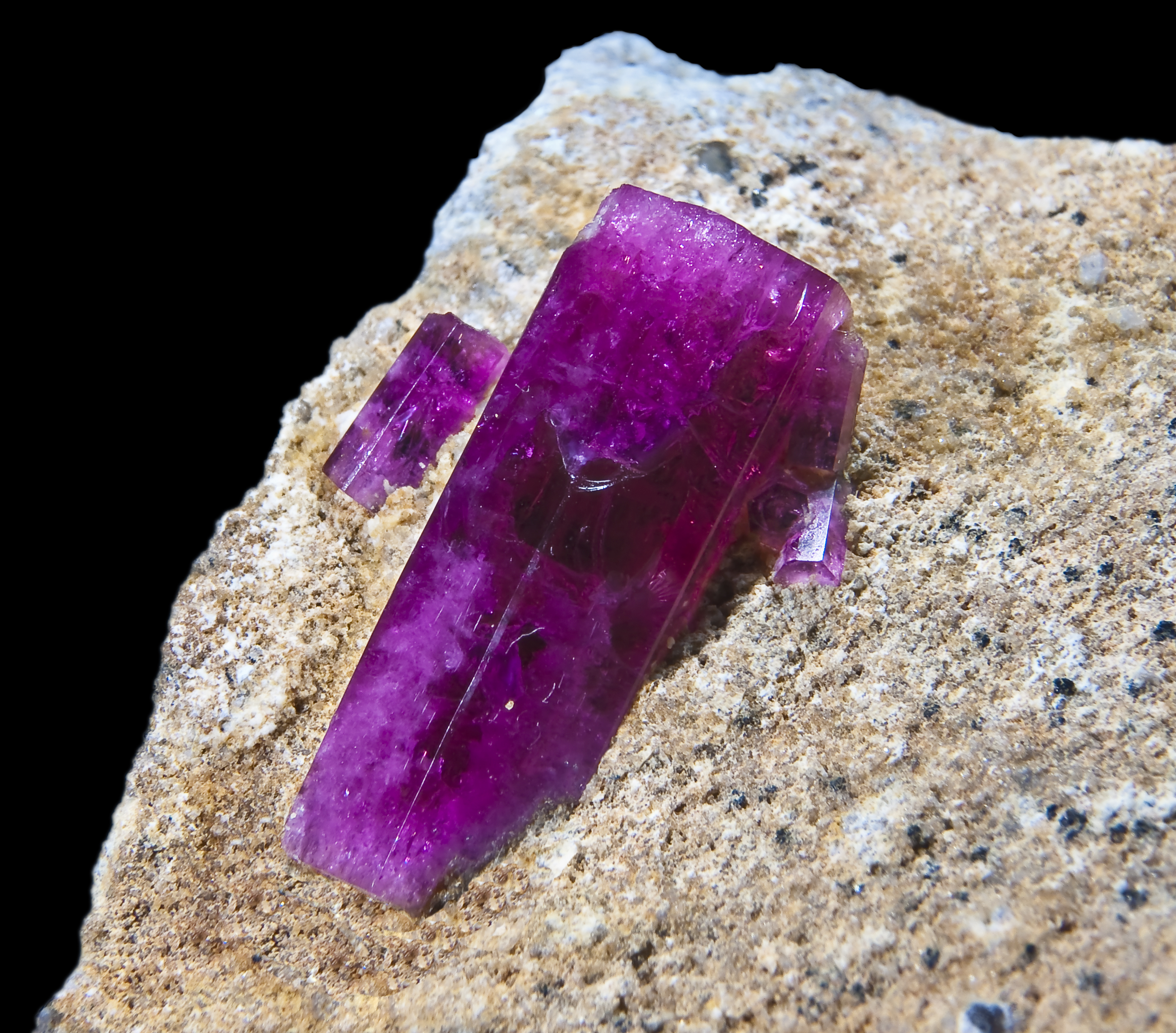
레드 베릴
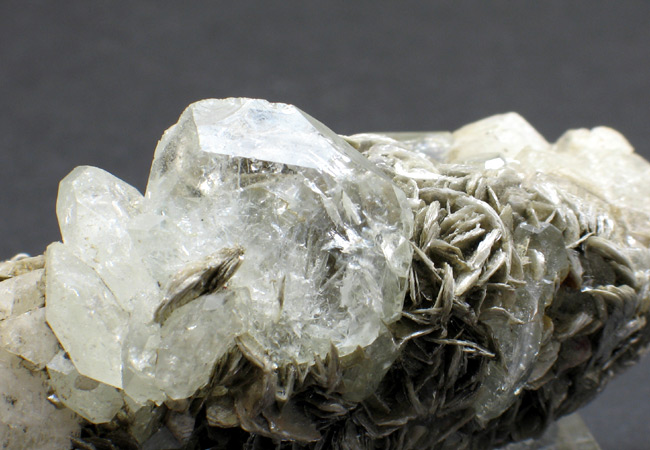
고셰나이트

베릴

무색~옅은 파란색~옅은 녹색 - 베릴륨
아쿠아마린 (aquamarine) / 블루 베릴 (blue beryl)
옅은 파란색 - 철 (Fe2+)
산타마리아 (santamaria) / 산타마리아 아프리카나 (santamaria africana)
파랑 - 철 (Fe2+)
아쿠아마린 중 파란 것은 예전 생산지였던 브라질 산타마리아 광산의 이름을 붙여 부르기도 한다. 해당 광산은 이미 광석이 고갈된 상태이나 현재 다른 광산에서도 같은 색의 광석들이 발견되어 그것들도 산타마리아로 부른다.
에메랄드 (emerald)
녹색~옅은 녹색 - 크롬 또는 바나듐
그린 베릴 (green beryl) / 민트 베릴 (mint beryl) / 라임 베릴 (lime beryl)
황록색 - 철(Fe2+,Fe3+)
아쿠아마린은 2가 철 이온(Fe2+)에 의해 색을 띠지만 이들은 3이 철 이온(Fe3+)과 혼성되어 있다. 열처리를 하면 골든 베릴으로 변화한다. 여기서 열을 더 가할 경우 아쿠아마린으로 변한다.
헬리오도르 (heliodor) / 골든 베릴 (golden beryl)
황록색 - 철(Fe3+)
그리스어로 "태양" "태양에 바치는 제물"을 뜻하며 철 이온에 의해 색을 띤다. 3가 철 이온(Fe3+)만이 발색에 관여하며 열처리를 하면 아쿠아마린으로 변화한다. 옐로 베릴이라고도 부른다. 아쿠아마린과 함께 생성된다.
모가나이트 (morganite) / 핑크 베릴 (pink beryl)
옅은 빨강 - 망간
레드 베릴 (red beryl) / 빅스바이트 (bixbite)
빨강 - 망간
고셰나이트 (goshenite, colorless beryl)

무색 - 알루미늄
순도가 높고 무색인 베릴을 특별히 고셰나이트라 부른다. 해당 광석이 처음 발견된 미국 매사추세츠 햄프셔 카운티에 있는 고셴(Goshen) 마을의 이름을 땄다. 순수한 무색으로 생성되는 경우는 적고 대부분 다른 색이 섞인 채로 채굴된다.
마시시 (maxixe)
짙은 파랑 (사파이어 블루) - 철 (Fe2+, Fe3+)
브라질의 미나스제라이스주에 있는 마시시 광산에서 나기 때문에 이런 이름이 붙었다. 산타마리아보다 더욱 짙고 곤색에 가까운 파란색을 띠지만 자외선을 비추면 쉽게 색이 바래며 심한 경우는 실내조명을 몇 시간 쬔 것만으로도 색이 바랜다. 색이 바랜 뒤에는 헬리오도르나 그린 베릴과 같은 색을 띤다. 1975년에 헬리오도르 및 그린 베릴에 X선과 중성자 방사선을 쏘아 마시시와 흡사하게 짙은 파란색을 띠는 광석을 얻을 수 있다는 사실을 알았다.
- 아쿠아마린
- 에메랄드
- 헬리오도르
- 모거나이트
- 레드 베릴
- 고셰나이트

## "녹주석"과 "베릴"
보석질의 녹주석을 가리켜 "베릴"이라 부르는 경우가 있다. 영어권의 Beryl이란 단어는 녹주석이란 광물을 가리키지만 보석 이름과 광물 이름을 구분하지 않고 쓰이므로 이것이 해외로부터 유입되어 "베릴"이 보석질의 녹주석을 가리키는 말로 정착된 것으로 생각된다. 베릴(보석질의 녹주석)의 색 대역은 녹색에서 파랑까지이다.

## 같이 보기
- 광물 - 규산염 광물
- 보석
- 베릴륨

## 참고 문헌
- 마츠바라 사토시 "フィールドベスト図鑑15 日本の鉱物" 학습연구사, 2003년, ISBN4-05-402013-5.
- 국립천문대 ed., "理科年表 平成19年", 마루젠, 2006년, ISBN4-621-07763-5.